# Антракотерій
Антракоте́рій (Anthracotherium) — рід вимерлих парнокопитних ссавців, схожих на свиней розмірами, виглядом і способом життя антракотерії були характерні в олігоцені для Європи; в міоцені жили також в Південній Азії. Рештки анакотеріїв вказані О. С. Роговичем для пізньоеоценових відкладів Києва і зустрічаються в буровугільних відкладах Західної Європи, звідки й походить назва антракотерія (грец. ανθραξ — вугілля і θηρ — звір)